# The Very Best of... Sting & The Police
The Very Best of... Sting & The Police é um álbum dos melhores êxitos de Sting, lançado em 1997.
A edição original contém uma faixa nova, um remix de 198 de "Roxanne" pelo cantor Sean Combs. O disco foi reeditado em 1998 pela PolyGram International com três faixas adicionais: "Seven Days", "Fragile" e "De Do Do Do, De Da Da Da". Em 2002, foi novamente reeditado pela Universal com diversas mudanças: as faixas "Let Your Soul Be Your Pilot", "Russians" e "Roxanne '97" (Puff Daddy Remix) são omitidas, com as canções "Brand New Day", "Desert Rose" e  "So Lonely" em seus lugares.

## Faixas
A&M (1997)
1. "Message in a Bottle" - 4:49
2. "Can't Stand Losing You" - 2:58
3. "Englishman in New York" - 4:25
4. "Every Breath You Take" - 4:13
5. "Walking on the Moon" - 4:59
6. "Fields of Gold" - 3:40
7. "Every Little Thing She Does Is Magic" - 4:20
8. "If You Love Somebody Set Them Free" - 4:14
9. "Let Your Soul Be Your Pilot" - 4:29
10. "Russians" - 3:57
11. "If I Ever Lose My Faith in You" - 4:29
12. "When We Dance" - 4:17
13. "Don't Stand So Close to Me" - 4:03
14. "Roxanne" - 3:12
15. "Roxanne '97" (Puff Daddy Remix) - 4:33

PolyGram International (1998)
1. "Message in a Bottle" - 4:49
2. "Can't Stand Losing You" - 2:58
3. "Englishman in New York" - 4:25
4. "Every Breath You Take" - 4:13
5. "Seven Days" - 4:39
6. "Walking on the Moon" - 4:59
7. "Fields of Gold" - 3:40
8. "Fragile" - 3:54
9. "Every Little Thing She Does Is Magic" - 4:20
10. "De Do Do Do, De Da Da Da" - 4:09
11. "If You Love Somebody Set Them Free" - 4:14
12. "Let Your Soul Be Your Pilot" - 4:29
13. "Russians" - 3:57
14. "If I Ever Lose My Faith in You" - 4:29
15. "When We Dance" - 4:17
16. "Don't Stand So Close to Me" - 4:03
17. "Roxanne" - 3:12
18. "Roxanne '97" (Puff Daddy Remix) - 4:33

Universal (2002)
1. "Message in a Bottle" - 4:50
2. "Can't Stand Losing You" - 3:00
3. "Englishman in New York" - 4:28
4. "Every Breath You Take" - 4:12
5. "Seven Days" - 4:39
6. "Walking on the Moon" - 5:03
7. "Fields of Gold" - 3:40
8. "Fragile" - 3:54
9. "Every Little Thing She Does Is Magic" - 4:21
10. "De Do Do Do, De Da Da Da" - 4:08
11. "If You Love Somebody Set Them Free" - 4:15
12. "Brand New Day" - 6:22
13. "Desert Rose" Feat Cheb Mami - 4:47
14. "If I Ever Lose My Faith in You" - 4:30
15. "When We Dance" - 4:18
16. "Don't Stand So Close to Me" - 4:00
17. "Roxanne" - 3:10
18. "So Lonely" - 4:47

## Paradas
| Parada                        | Posições |
| ----------------------------- | -------- |
| Reino Unido - UK Albums Chart | 1        |
| Itália - FIMI                 | 4        |
| Áustria- Ö3 Austria Top 40    | 4        |
| Dinamarca - Hitlisten         | 4        |